# The Kitahama

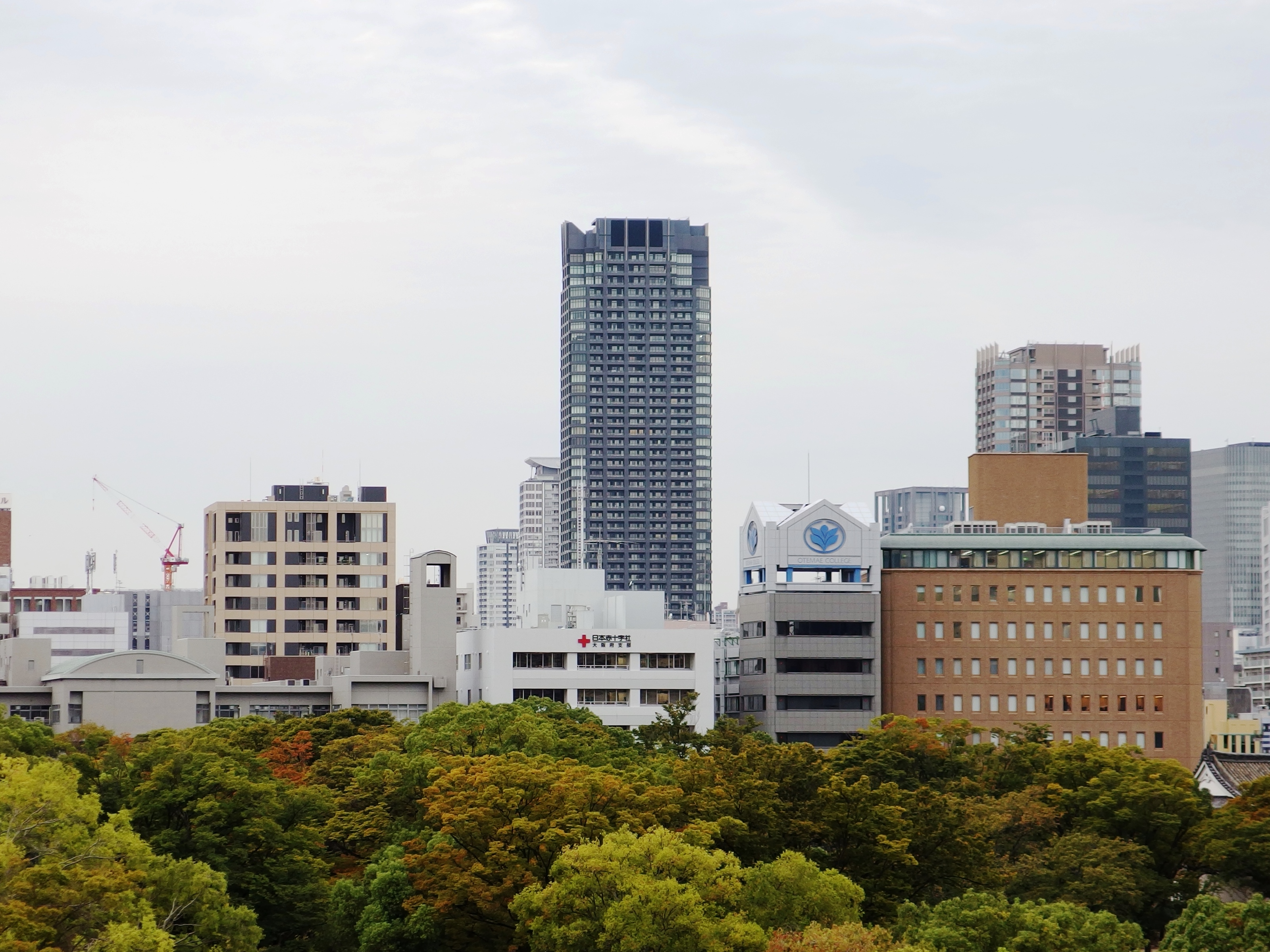
上町台地、大阪城公園から望む

The Kitahama（ザ・キタハマ）とは、大阪府大阪市中央区高麗橋1丁目にある超高層マンション。北浜タワーと呼ばれることもある。サブネーミングとして住宅ゾーンをThe Kitahama Tower、付属の商業施設ゾーンをThe Kitahama Plazaと呼び、併せてThe Kitahama Tower & Plazaとしている。

## 概要
この場所にはかつて、百貨店の三越大阪店があったが、2005年5月5日に閉店した。その跡地に、建設されたのがこのThe Kitahamaである。住所上は北浜ではなく高麗橋だが、地下鉄北浜駅に直結している。
2022年1月まで日本で最も高い（209m）居住用マンションであったが、2022年1月に虎ノ門ヒルズレジデンシャルタワー（221m）が完成し国内2位となった。
事業主は三洋ホームズ（現 サンヨーホームズ）をはじめとする10社であり、施工は鹿島建設と長谷工コーポレーションである。

### The Kitahama Tower
住宅ゾーンであるThe Kitahama Towerは、総戸数465戸（分譲435戸、非分譲30戸）の住居と店舗とで構成されている。駐車場は313台（住宅用282台、店舗用31台）、自転車置き場は936台ある。1階にエントランスホール、11階にグランドホール、12階から54階に住居がある。1階と11階とは2基のシャトルエレベータで結ばれており、11階以上には低層用、中層用、高層用、それぞれ2基ずつのシースルーエレベータがある。そのほかに、メール用などの7基のエレベータがある。
事業主（売主）は以下の通り。
- 三洋ホームズ
- NTT都市開発
- 平和不動産
- 三菱電機ライフサービス
- ユニチカエステート
- アートプランニング
- 神鋼不動産
- 名鉄不動産
- 近畿菱重興産
- 長谷工コーポレーション

### The Kitahama Plaza
商業施設ゾーンであるThe Kitahama Plazaは、ショッピングゾーン、クリニックゾーン、フィットネスクラブとで構成されている。フロアは地下1階から地上6階（Tower部分の10階に相当）に位置する。
主なテナントは以下の通り。
- フレスコ：スーパー
- コナミスポーツクラブ：フィットネスクラブ
- Le Cinque Kitahama ル・サンク 北浜（創作イタリアン＆ワインのお店）
- その他、物販店やレストラン、医院、薬局など。

持分の80％は、2011年（平成23年）10月31日にオリックス不動産が取得し、2012年（平成24年）1月27日に同社が匿名組合出資する「合同会社North Beach」が取得、2013年（平成25年）4月1日にオリックス不動産投資法人が39億円で取得した。残りの持分20%は、2014年（平成26年）3月20日にサンヨーホームズからオリックス不動産投資法人が9億7,500万円で取得した。2016年1月29日、オリックス不動産投資法人は持分100%を野村不動産プライベート投資法人に57億10百万円で譲渡した。

## 特徴
施錠・開錠は非接触ICカードを用いて行う。関西で初めてOSAKA PiTaPaをカードキーとして使えるほか、おサイフケータイなどでも施錠・開錠が可能である。1階エントランスホールと11階グランドホールのオートロック、12・29階のエレベーターホールと48階以上のフロア（ヴィンテージフロア）各階のオートロック、シャトルエレベータ前、エレベータカゴ内（カードをかざして初めて行き先ボタンが押せる）、そして各住戸玄関の鍵を開ける際にこれらのカードキーを使用することになる。
また、超高層マンションでは携帯電話の電波が届きにくくなることから、全住戸にNTTドコモが提供するFOMA-IMCSの屋内アンテナが設置されている。
そのほか、オール電化住宅システムの採用、各階にゴミ集積所の設置、コンシェルジュカウンターの設置といった特徴がある。
主な共用施設は以下の通り。
- ゲストルーム「ゴールド」
- ラウンジ「スカイブルー」
- 和室「千望亭」
- AVルーム
- 集会室「パールホワイト」

2009年度グッドデザイン賞と第23回大阪市ハウジングデザイン賞を受賞した。

## 交通アクセス
- Osaka Metro堺筋線北浜駅：直結
- 京阪本線北浜駅：徒歩3分
- 京阪中之島線なにわ橋駅徒歩4分
- Osaka Metro御堂筋線、京阪本線淀屋橋駅：徒歩7分
- 阪神高速1号環状線高麗橋入口：約500m